# 175R
175R (１７５Ｒ, Inago Raidā) és una banda japonesa de ska punk de Kitakyūshū, Prefectura de Fukuoka.

## Discografia
Àlbums
- Go! Upstart! (febrer del 2002)
- Songs (18 de juny del 2003)
- Melody (1 de setembre del 2004)
- 7 -Seven- (22 de febrer del 2006)
- Bremen (25 d'abril del 2007)

Singles
- "From North Nine States" (juny del 2001)
- "Stand By You!!" (July 2002, senzill compartit amb Shaka Labbits)
- "Happy Life" (ハッピーライフ, Happii Raifu, 16 de gener del 2003)
- "Sora ni Utaeba" (空に唄えば, If You Sing to the Sky, 16 d'abril del 2003)
- "Tegami" (手紙, Letter, 12 de novembre del 2003)
- "Glory Days" (3 de març del 2004)
- "Yuyake Falsetto" (夕焼けファルセット, Evening Falsetto, 21 de juliol del 2004)
- "Orange" (17 de novembre del 2004) (amb Kick the Can Crew)
- "Graffiti" (グラフィティー, Gurafitī, 22 de març del 2005)
- "Melody" (メロディー, Merodī, 7 de setembre del 2005)
- "Shine, Hikari no Michishirube/Shiroi Christmas" (シャイン、光の道しるべ/白いクリスマス, 30 de novembre del 2005)
- "Boku wa Nanda -Ōen Shitakunatta no da!! Version-" (ボクハナンダ ～応援シタクナッタノダ!! Ver.～, 8 de febrer del 2006)
- "Hatenaki Ashita e to" (果てなき明日へと, 1 de novembre del 2006)
- "Kimi to Himawari" (君と向日葵, 7 de febrer del 2007)
- "Yume de Aeta Nara..." (夢で逢えたなら…, If We Had Met in a Dream, 25 de juliol del 2007)
- "Start Line" (スタートライン, Sutā Rain, 29 d'agost del 2007)

Home video
- Live! LiveE! Life? (desembre del 2003)
- Clips+ (gener del 2004)
- Live! Live! Life? (desembre del 2003) - Video, només 5000 còpies.
- Live at Budokan ´04 (desembre del 2004)